# Mohawk and Hudson Railroad
La Mohawk and Hudson Railroad est la première société de chemins de fer cotée en Bourse en Amérique du Nord. Elle opérait la première ligne de transport de voyageurs réellement opérationnelle et eut pour président Ramsay Crooks à partir de 1835. Elle a été fondée en 1825 et introduite en Bourse en 1830.

## Histoire
Le 18 décembre 1825, George William Featherstonhaugh (en), originaire du comté de Schenectady, fait passer une annonce pour la création de la société. Enregistrée le 17 avril 1826, cinq ans avant l'ouverture de la ligne, la société sera rebaptisée du nom de cette ligne Albany and Schenectady Railroad, le 17 novembre 1846, vingt ans après. La ligne ouvre le 24 octobre 1831, sur une distance d'environ 25 km entre Albany et Schenectady, à travers la région de Pine Bush, qui sépare les deux villes. Le canal Érié qui les relie a douze écluses et la ligne de chemin de fer permet de gagner du temps, sur la route de Buffalo. La voie fonctionne dans les deux sens en 1833. Il est alors calculé que le recours aux rails en fer fixés sur des rochers coûte 8 000 dollars par mile, contre 2 400 dollars pour le recours à des traverses en bois. À partir de 1835, sur la centaine d'actions et d'obligations cotées à Wall Street, les compagnies de chemin de fer sont toutes les plus traitées, et le volume d'échanges atteint 6 000 actions par jour. Mais le 21 avril 1847, après la panique de 1837, l'action ne vaut plus que 65 % de sa valeur d'entrée en bourse.
Entre 1830 et 1860, les investisseurs britanniques auront investi environ 250 millions de dollars dans les sociétés américaines de canaux et du rail.